# Колтон (Вашингтон)
Колтон (енгл. Colton) град је у америчкој савезној држави Вашингтон. По попису становништва из 2010. у њему је живело 418 становника.

## Демографија
Према попису становништва из 2010. у граду је живело 418 становника, што је 32 (8,3%) становника више него 2000. године.
| Група             | 2000.       | 2010.       |
| Белци             | 373 (96,6%) | 395 (94,5%) |
| Афроамериканци    | 0 (0,0%)    | 0 (0,0%)    |
| Азијати           | 3 (0,8%)    | 3 (0,7%)    |
| Хиспаноамериканци | 3 (0,8%)    | 13 (3,1%)   |
| Укупно            | 386         | 418         |